# 苟若周
苟若周（？—？），代人，鲜卑姓若干氏，北魏官员。

## 生平
苟若周出任散骑常侍、内阿干，封嘉宁男。和平二年，魏文成帝拓跋濬南巡，从定州前往邺城，三月丁巳朔（461年3月27日），魏文成帝在灵丘亲自射箭越过山峰，苟若周跟随参与了这次南巡，题名中称之为“［散］□□□［内］阿干嘉宁男若干若周”。太和年间，苟若周出任安南将军、豫州刺史，封颍川侯，去世后，朝廷赠予光禄大夫。

## 家庭

### 曾祖
- 苟乌提，北魏吴宁子

### 父亲
- 苟洛跋，北魏内行长

### 兄弟
- 苟颓，北魏征北大将军、司空公、河东僖王
- 苟寿乐，北魏散骑常侍、殿中尚书、晋安侯